# Ganz (întreprindere)

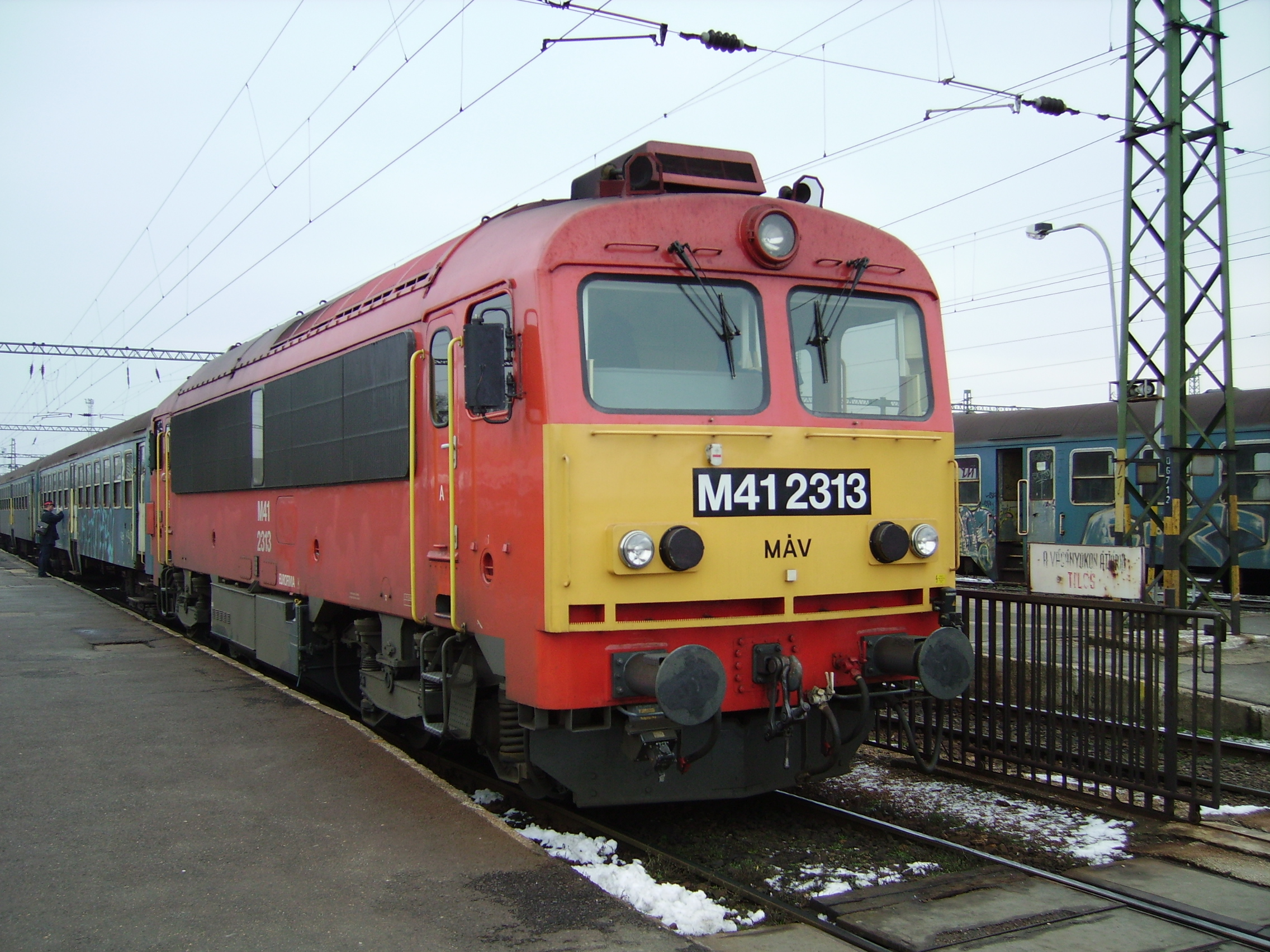
Locomotivă Diesel-hidraulică produsă de Ganz-MÁVAG, model M41 „Csörgő“, exploatată de MÁV

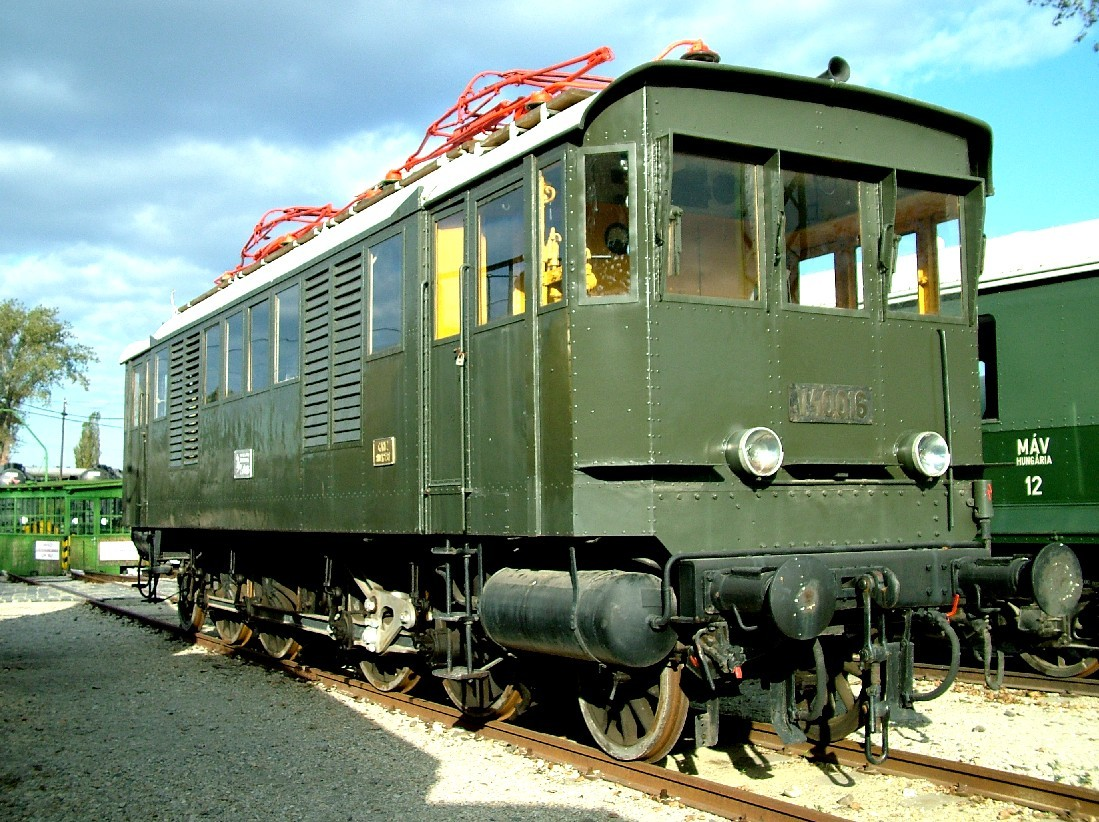
Locomotivă electrică istorică V40 016 System Kando produsă de Ganz în 1934, aflată în Füsti Park (muzeul căilor ferate maghiare) în Budapesta

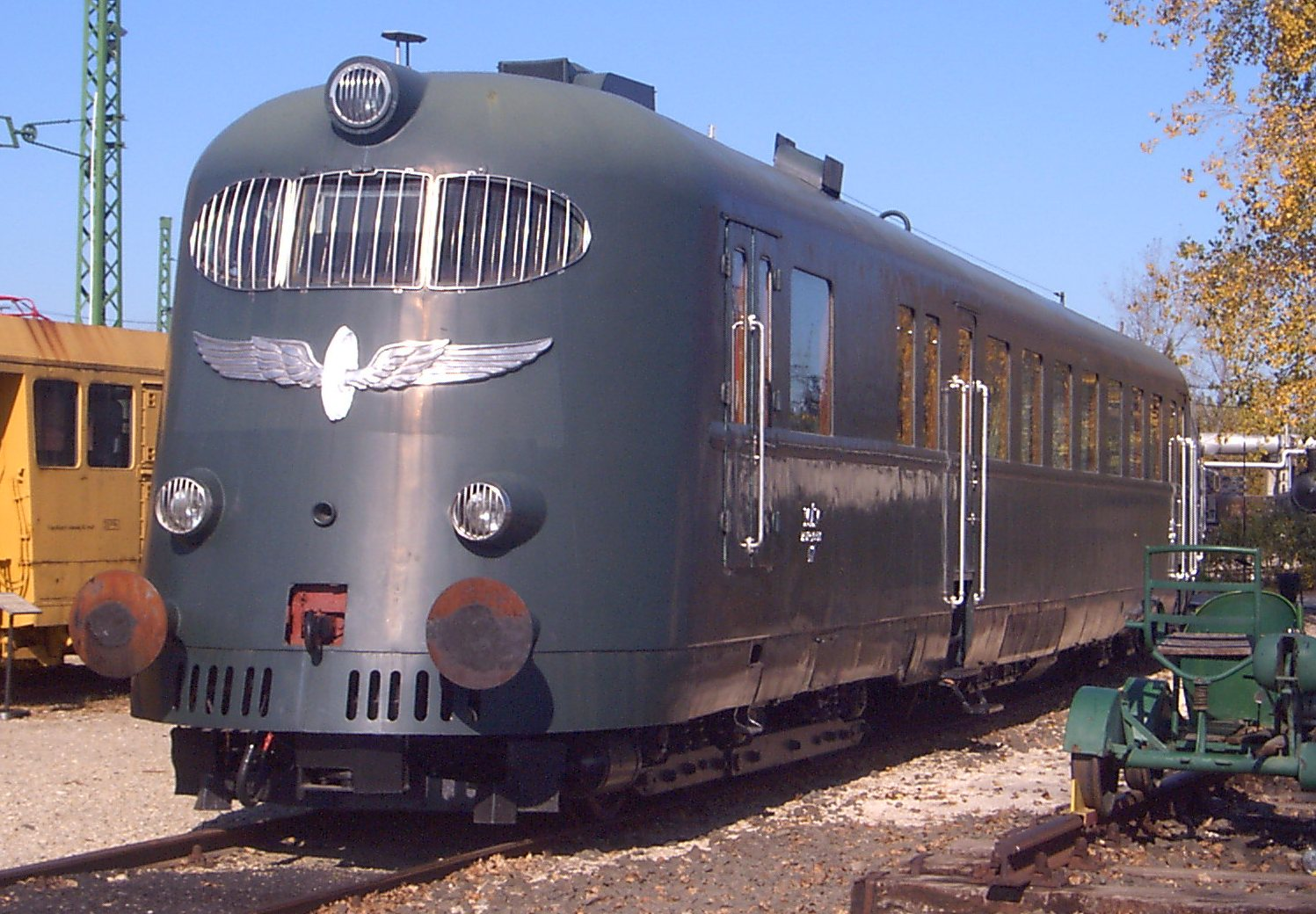
Automotor Ganz tip „Hargita“ al MÁV în Füsti Park în Budapesta

Ganz (în maghiară Ganz vállalatok, în germană Ganz-Konzern; numele actual al întreprinderii  Ganz Holding Co. Ltd.) este o întreprindere specializată în construcții de mașini, electrotehnică și construcții de poduri, fondată ca Ganz & Cie în 1844 de Ábrahám Ganz în ceea ce avea să devină Budapesta. Mai demult, Ganz era activă și în industria automobilistică, în construcția motoarelor de avion cu elice și în construcția navală. După contopirea întreprinderii Ganz (constructoare de locomotive și de vagoane) cu MÁVAG – un alt producător de mașini și de material rulant – în anul 1959, noua firmă se numea Ganz-MÁVAG până în 1988, când compania comunistă a fost transformată din nou în două societăți independente. Din 1990, GANZ s-a constituit într-un Holding cu diverse filiale.

## Vezi și
- György Jendrassik